# Heteropterys andina
Heteropterys andina är en tvåhjärtbladig växtart som beskrevs av André M. Amorim. Heteropterys andina ingår i släktet Heteropterys och familjen Malpighiaceae. Inga underarter finns listade i Catalogue of Life.